# Graminicola
Graminicola – rodzaj ptaków z rodziny dżunglaków (Pellorneidae).

## Rozmieszczenie geograficzne
Rodzaj obejmuje gatunki występujące w południowej Azji.

## Morfologia
Długość ciała 16–18 cm; masa ciała 13–16,5 g.

## Systematyka
Rodzaj zdefiniował w 1863 roku brytyjski lekarz, botanik i zoolog Thomas Caverhill Jerdon w publikacji własnego autorstwa poświęconej historii naturalnej i systematyce indyjskich ptaków. Gatunkiem typowym jest (oznaczenie monotypowe) trawiarek rdzaworzytny (G. bengalensis).

### Etymologia
Graminicola: łac. gramen, graminis ‘trawa’; -cola ‘mieszkaniec’, od colere ‘mieszkać’.

### Podział systematyczny
Do rodzaju należą następujące gatunki:
- Graminicola bengalensis Jerdon, 1863 – trawiarek rdzaworzytny
- Graminicola striatus Styan, 1892 – trawiarek kreskowany